# 麦粒腫
麦粒腫（ばくりゅうしゅ、Stye）とは、まぶたにあるマイボーム腺やまつ毛の根もとの脂腺の急性化膿性炎症。主に黄色ブドウ球菌の感染を原因とし、まぶたの裏側などが腫れて痛む病気。俗称はものもらい、めばちこなど。マイボーム腺にできるものを内麦粒腫、まつ毛の根もとにできるものを外麦粒腫という。
多くは1-3週間で自然治癒する。患部は潰さず、一般に布を湯に浸した温湿布をあて毎日3-4回、毎回10-15分行う。

## 症状
化膿によるまぶたの炎症による痛みやかゆみを伴うが、失明などの重篤な症状に繋がる事はほとんどなく、予後も比較的良好である。そのまま安静にしておいても自然に治癒する場合があるが、化膿が悪化した場合には切開による膿の排出を必要とする場合があるので、腫れがひどく治まらないような場合には眼科を受診する事が勧められる。「ものもらい」などの名前から伝染病のような印象を受けるが、他者に伝播する危険性は低い。しかし、細菌感染であるため何らかの理由で細菌が目に入った場合には感染する可能性はある。
獣医学領域では老犬や馬に認められる。

## 治療
米国皮膚科学会によれば、1-3週間で自然治癒する。清潔に保ち触れたり擦ったりせず、眼の周辺の化粧やコンタクトレンズを避け、感染が拡大しないよう潰さないこと。医師の診断が必要となるのは、痛みや腫れの悪化、病変が増えたとか、発熱（感染の症状）したり視力に影響がある場合となる。
患部が自然に破れるまで待つこと。瞼をベビーシャンプーのような低刺激の石鹸で洗う。眼にエリスロマイシン（抗生物質）を1日2回使うことがあるが、使用による利益を示す確かな証拠はない。
米国皮膚科学会によれば、自宅療養は布を温水に浸した温湿布をする、病変部に当て、膿みが出てくるまで毎日3-4回これを行う。痛みにはアセトアミノフェンやイブプロフェンが使える。
破裂時に皮膚に感染した場合、抗生物質を服用したり、抗生物質の軟膏を使うことがある。長引くものは医師が切開することもある。そうした懸念がなく、感染性でない炎症であれば抗生物質は不要である。
抗生物質には、エリスロマイシン、クロラムフェニコール、アモキシシリンなどが使われる。結膜炎などにも使われるモキシフロキサシンが使われることもある。処方箋がいらない薬としては、バシトラシン Bacitracin zinc が使われる。

## 日本での呼び名
日本語での呼び名には、ものもらい（関東など）、めばちこ（大阪など）、め（い）ぼ（京都など）、めっぱ（北海道など）、めこじき、めんぼう、めぼいとなど地方によって様々な形が存在する。希な用例としてはばか（宮城県）、いぬのくそ（佐賀県）、おひめさん（熊本県）などもある。
「ものもらい」や「めこじき（めかんじん）」の呼び名は、かつての日本に他人からものを恵んでもらうとこの病気が治癒するという迷信が存在したことに由来する。「めばちこ」は、この病気の患者が目をぱちぱちさせる様に由来するのではないかと推測されている。
ロート製薬が2004年に全国調査を行っており、集計結果をウェブサイトで公表している。